# Lijst van burgemeesters van Hoornaar
Dit is een lijst van burgemeesters van de voormalige Nederlandse gemeente Hoornaar tot die gemeente op 1 januari 1986 opging in de gemeente Giessenlanden.
| Ambtsperiode | Naam burgemeester                           | Partij of stroming | Bijzonderheden |
| ------------ | ------------------------------------------- | ------------------ | --- |
| 1817 - 1844  | Thomas Vink                                 |                    | eerst schout; tevens schout/burgemeester van Hoogblokland                                                                |
| 1844 - 1852  | E. Aanen                                    |                    | |
| 1852 - 1874? | C.F. Gerdessen Timmermans                   |                    | tevens burgemeester van Noordeloos (vanaf 1844) en Hoogblokland                                                          |
| 1874 - 1879  | Cornelis Jacob Anton Wijnaendts (1841-1921) |                    | tevens burgemeester van Noordeloos en Hoogblokland, voorheen van Leimuiden, later van Overschie en Schiebroek            |
| 1879 - 1883  | Willem Lotsy                                |                    | tevens burgemeester van Noordeloos en Hoogblokland, later van Bodegraven                                                 |
| 1883 - 1885  | mr. Abraham Antonie Küller                  |                    | tevens burgemeester van Noordeloos en Hoogblokland                                                                       |
| 1885 - 1933  | Cornelis Bastiaan Wisboom                   |                    | tevens burgemeester van Noordeloos en Hoogblokland                                                                       |
| 1934 - 1937  | W. Zeeuw                                    |                    | tevens burgemeester van Noordeloos en Hoogblokland, voorheen burgemeester van Genemuiden, later burgemeester van Rijssen |
| 1937 - 1943  | D.C. de Leeuw                               |                    | tevens burgemeester van Noordeloos en Hoogblokland, voorheen van Hei- en Boeicop & Schoonrewoerd                         |
| 1943 - 1945  | B.C. Wisboom                                |                    | tevens burgemeester van Noordeloos en Hoogblokland, voorheen waarnemend burgemeester Brielle en Oostvoorne               |
| 1946 - 1986  | Maarten Schakel sr.                         | ARP / CDA          | tevens burgemeester van Noordeloos en Hoogblokland, vanaf 1982 waarnemend                                                |